# Svend Dahl
Svend Dahl (født 24. september 1887 i København, død 15. november 1963 på Frederiksberg) var en dansk bibliotekar.
Dahl blev student fra Metropolitanskolen 1906, tog skoleembedseksamen i naturhistorie og geografi 1914, var 1907-1909 assistent ved Det Kongelige Bibliotek, 1909-1911 ved Universitetsbiblioteket, 1911-1920 underbibliotekar ved Det Kongelige Bibliotek, 1920—1925 inspektør ved Statens Bibliotekstilsyn. Dahl deltog som  repræsentant for Danmarks Biblioteksforening i det regeringsudvalg, som førte til vedtagelsen af den første bibliotekslov i 1920. Efter dannelsen af Danmarks Biblioteksforening var han 1920-1925 redaktør af foreningens tidsskrift Bogens Verden.

## Leder af Universitetsbiblioteket
Svend Dahl tog tidligt del i den offentige debat om de uafklarede forhold mellem de videnskabelige biblioteker i København. I 1918 havde han fremsat forslag om, at Universitetsbiblioteket burde deles, således at natur- og lægevidenskaberne fik deres egen biblioteksbygning. I 1924 nedsattes en bibliotekskommission, som skulle udrede forholdene for de videnskabelige biblioteker. Her blev Dahl det toneangivende medlem, og kommissionens anbefalinger var præget af hans ideer.
I 1925 blev Svend Dahl leder af Universitetsbiblioteket. I overensstemmelse med bibliotekskommissionens forslag stod han i spidsen for, at der blev opført et nyt stort moderne bibliotek på Nørre Fælled for natur og lægevidenskaberne. Samtidig blev der i overensstemmelse med Bibliotekskommissionens forslag gennemført en arbejdsdeling (den såkaldte "fagdeling") mellem de videnskabelige biblioteker. For de store københavnske biblioteker betød dette, at Det Kongelige Bibliotek skulle være rettet mod forskere og studerende inden for humaniora. Det hidtidige Universitetsbibliotek i Fiolstræde, herefter benævnt Universitetsbibliotekets 1. Afdeling, skulle være rettet mod studerende inden for humaniora. Det nye bibliotek på Nørre Allé blev benævnt Universitetsbibliotekets 2. Afdeling og skulle være rettet mod forskere og studerende inden for natur- og lægevidenskaberne. Svend Dahl lagde især vægt på at forbedre biblioteksservice over for de studerende.

## Rigsbibliotekar
Da stillingen som overbibliotekar for Det Kongelige Bibliotek blev ledig, blev Svend Dahl udpeget til en  nyoprettet stilling som  rigsbibliotekar 1942-1952 med ansvar for ledelsen af både Det Kongelige Bibliotek samt Universitetsbibliotekets 1. og 2. Afdeling. Han blev samtidig forbindelsesled til Undervisningsministeriet for generelle anliggender for de videnskabelige biblioteker,

## Illegale Samling
Svend Dahl havde kendskab til, at Det Kongelige Bibliotek under den tyske besættelse opbyggede en samling af illegale blade. Det skete i stor fortrolighed og kun lederen af Danske Afdeling, bibliotekar Albert Fabritius (1905-1976), skulle håndtere materialet. Trods hemmeligholdelsen blev Albert Fabritius en nat i december 1944 anholdt af Gestapo i sit hjem. Ved en efterfølgende razzia på Det Kongelige Bibliotek og ransagning i Fabritius’ hjem beslaglagde Gestapo ti pakker med illegale blade, hvilket dog kun var en mindre del af det materiale, som biblioteket havde modtaget.  Fabritius blev afhørt i Gestapos hovedkvarter i Shellhuset og anbragt i Vestre Fængsel. Herfra blev han uden begrundelse løsladt under et døgn efter, at han var blevet arresteret. Svend Dahl  blev holdt ude af Gestapos razzia, men efter pres fra Udenrigsministeriet måtte han kort efter erklære, at Det Kongelige Biblioteks indsamling af illegalt materiale var ophørt.

## Litterær virksomhed
Med stor arbejdslethed udfoldede han en omfattende litterær virksomhed, bl.a. i bibliografisk og biblioteksteknisk retning. Han redigerede 1917—1927 Aarbog for Bogvenner og fra 1926 Bogvennen. Sammen med Povl Engelstoft redigerede han Dansk biografisk Haandleksikon (DBH, tre bind, 1918—1926), anden udgave af Dansk biografisk leksikon (DBL, 27 bind, 1933-1944) og Dansk skønlitterært forfatterleksikon 1900-1950 (tre bind, 1959-1964). Svend Dahl havde også en stor interesse for boghistorie og bibliofili, takket være de år, hvor han havde arbejdet under H.O. Lange på Det Kongelige Bibliotek. Bl.a.  skrev han Bogens Historie (1927), som vandt international udbredelse.
Han var ekstraordinært medlem af Det medicinske Selskab i København, medlem af Kungl. Vetenskaps- och Vitterhetssamhallet i Göteborg; dr.phil. h.c. ved Lunds Universitet 1953, æresmedlem af Bibliotekarsammenslutningen for de videnskabelige og faglige Biblioteker, af Danmarks Biblioteksforening og af Svenska Bibliotekariesamfundet. Kommandør af 1. grad af Dannebrog.